# アレスI
アレスI (Ares I) は、アメリカ航空宇宙局 (NASA) のコンステレーション計画で使用される予定だった2段式の有人使い捨て型ロケットである。コンステレーション計画の中止に伴い開発が中止された。当初は人員打ち上げ機 (Crew Launch Vehicle: CLV) と呼ばれていた。ギリシャ神話のアレス（ローマ神話のマルスと同一）から命名された。英語の発音はエアリーズ-ワンに近い。

## コンステレーション計画における位置付け

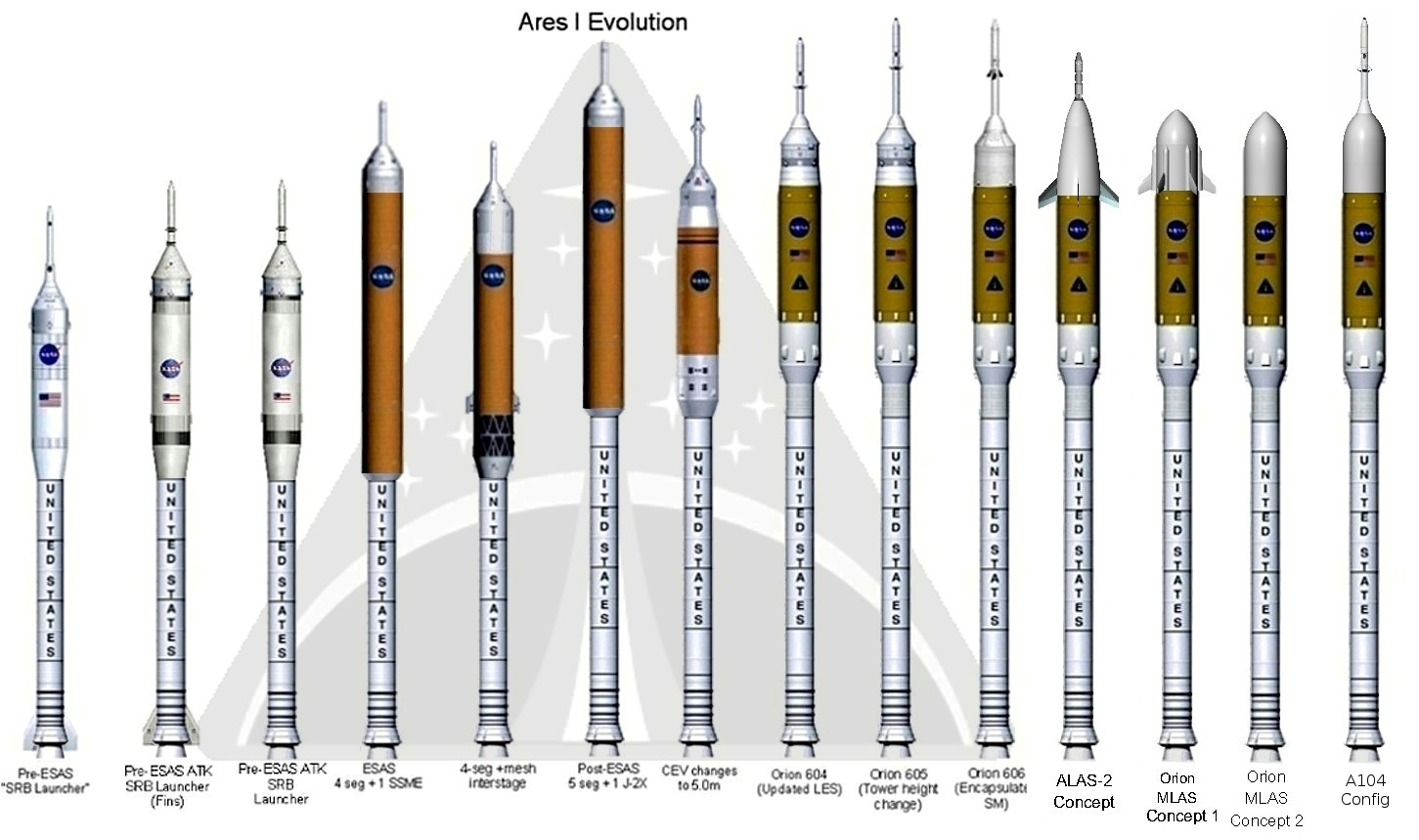
ESAS審査前から最近までのアレスIの変遷

アレスIは、コンステレーション計画で、乗員を乗せたオリオン宇宙船を、地球低軌道に投入する事を主たる目的として開発が進められていた。オリオンは、宇宙飛行士を国際宇宙ステーション (ISS)、月、いずれは火星に輸送するための宇宙船で、アポロ計画で使われた宇宙船と同じようなカプセル型をしていた。
一方、貨物輸送用のより大型なアレスV (CaLV) の設計も行われていた。アレスVはアルタイル月着陸機を地球低軌道に投入することを主たる目的として開発が進められていた。スペースシャトルは人員と貨物を同じロケットで同時に打ち上げるが、コンステレーション計画では、それぞれにアレスIとアレスVという2つの異なるロケットを使用することで、それぞれのロケットを、それぞれの目的に特化した設計ができるようになっていた。

## 設計

### 概要
- 製造
  - 1段目 ATKチオコール
  - 2段目 ボーイング

- 全長 94m
- 直径 5.5m
- 重量 未定
- 段数 2段式
- ペイロード 25t（低軌道）
- 状況 開発中止
- 発射場 ケネディ宇宙センターLC-39B発射台
- 試験機（Ares I-X) 打ち上げ 2009年10月28日（現地時間）

### 第1段
第1段は、スペースシャトルの固体燃料ブースター (SRB) を基に推力を増強した、再使用型固体燃料ロケットである。最大の変更点は、現在のSRBが4つのセグメントからなるのに対し、アレスIのものは5つ目のセグメントを追加していることである。この5つ目のセグメントにより、アレスIは標準的な4セグメントを使う場合より強い推力、長時間の燃焼、高い軌道への到達が可能になる。SRBからの他の変更点は、スペースシャトルの外部燃料タンクとの接続点の削除、パラシュートなどの回収機材、SRBの先端部を上段の液体燃料ロケットと接続するための新しい前方アダプターと置き換えることである。このアダプターには、1段目を分離し回収することを補助するための、固体燃料分離モーターが装備される。

### 第2段
第2段は、液体水素と液体酸素を推進剤とするJ-2Xロケットエンジンを使用する。そのJ-2XはサターンIBやサターンVに使われていたJ-2ロケットエンジンを基に開発される。2007年7月16日、NASAはロケットダイン社を、J-2Xエンジンの地上試験や飛行試験を行う単独契約者に選定した。
当初、NASAはスペースシャトルの主エンジン (SSME) を使用するつもりだったが、高価格（エンジン1台が5500～6000万米ドル）であること、エンジンを大気中でも真空中でも始動できるよう改修する必要があること、アレスIの上段は使い捨てであることから、コストがSSMEの数分の一（2000万米ドル）で、最初から高々度で使用するよう設計されているJ-2Xを使用することになった。
J-2Xエンジンは既存のJ-2エンジンを基にしているが、上段自体は完全に新規に開発される。当初は、スペースシャトル外部燃料タンクの内部構造を基にして、「インタータンク」によって燃料タンクと酸化剤タンクを分離した設計が用いられた。しかし、アポロ時代の考え方に戻り、重量を減らすためにインタータンクを無くし、代わってタンクの間に共通の隔壁を使うことにした。現在レビュー中の最新の設計では、この分を推進剤の増加に充てることになっており、共通隔壁を使う場合の推進剤総量は297,900ポンドである。推進剤の増加により、上段の初期加速は約0.6G減少することになる。
上段の上部にはオリオン宇宙船との接続機構が備えられる。下部にはサターンIBやサターンVロケットと同様のスラスターが備えられ、飛行中に1段目と2段目の双方のロール制御を行う。シャトル外部燃料タンクから唯一、アレスI上段で使われるのは、低温推進剤をケネディ宇宙センターの暖かく湿度のある空気から保護する、吹き付け成型断熱材（コロンビア号事故の原因になったものと同一品）である。
NASAは2007年8月28日、アレスI上段の契約者にボーイング社を選定したことを発表した。アレスI上段は、1960年代にボーイングが建設し、かつてはサターンVのS-IC段の製造工場で、現在はシャトル外部タンクの製造組立を行っているNASAミーシュー組立工場で製造された。

### 設計の歴史

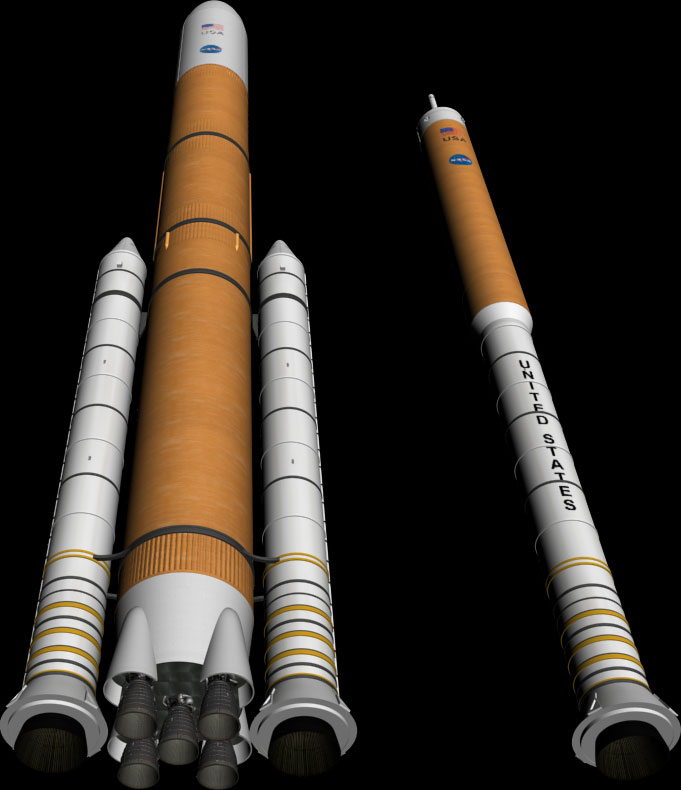
NASAの新型ロケット、アレスIとアレスVの技術コンセプトイラスト。この画ではシャトルと同じ4セグメントの固体ロケットブースターが描かれているが、後に5セグメントに変更され、2段目も短縮された。

2004年1月にブッシュ大統領がビジョン・フォー・スペース・エクスプロレーション（宇宙探検の展望）を提唱した後、2005年4月29日にNASAは、以下のことを決定するため、探査システム構成検討を開始した。 「月と火星の探査計画を支える人員と貨物の打ち上げシステムの、トップレベルの必要条件と構成」 「国際宇宙ステーションへ人員を輸送するための、有人探査船 (CEV) の必要条件と計画の査定」 「持続的な有人・無人月面探検活動を支える、月面探検のアーキテクチャコンセプトのリファレンス作成」
「これらリファレンス探検システムの可能性拡大と大幅な強化の鍵となる技術の特定」

シャトル派生型打ち上げアーキテクチャのひとつが、アレスIとしてNASAに選ばれた。当初、アレスIは第1段に4セグメントの固体ロケットブースター (SRB) を、第2段に簡素化したスペースシャトル主エンジン (SSME) を使用することになっていた。無人版では、現在の設計と同じく5セグメントのブースターを使用するが、第2段にはSSMEを1台使用することになっていた。
しかし、最初の設計が承認されてから間もなく、追加の試験によって、オリオン宇宙船は4セグメントのブースターで持ち上げるには重すぎることが判明した。2006年1月、NASAはオリオン宇宙船を少し小さくし、固体第1段に5個目のセグメントを追加し、SSMEをアポロ派生型のJ-2Xエンジンと置き換えることを発表した。4セグメントの第1段と5セグメント版は実質的に同じ物（もともと組み替え可能な構造だった）だが、5セグメントに変更する最大の理由はJ-2Xを採用する必要が生じたことだった。
ロケットダイン社が設計製造したJ-2Xの価格は2,000～2,500万米ドルで、複雑なSSME（5,500万米ドル）の半額以下だった。しかも現行のSSMEが地上で始動するように設計されているのに対し、J-2Xは最初から上空の真空に近い場所で始動するよう設計されていた。この空中始動能力は、特にアポロ宇宙船を月へ運んだサターンVのS-IVB段で使われた、オリジナルのJ-2ロケットで重要だった。一方SSMEは、空中始動や真空中再始動（オリオン宇宙船の燃料搭載量が制限されたので、アレスIが「直接投入」飛行手順を取るため）を可能にするには大幅な変更が必要である上、各オービターの初飛行前や1988年のSTS-26以前のフライトで行われていたように、「エンジンテスト」と同様の方法で事前に点火する必要があった。
NASAは、現在のシャトルSRBの製造者であるATKチオコールを、アレスI第1段の主契約者に選定したことを発表した。
ATKは、アレスI上段のコンソーシアムにも加わろうとしている。プラットアンドホイットニーの一部門であるロケットダイン（以前はロックウェルインターナショナルとボーイング北米部門が所有していた）は、J-2Xロケットエンジンを担当する、主要な下請企業である。エンジンの試験はアラバマ州ハンツビル南方の施設で行われた。
2007年1月4日、NASAはアレスIが、スペースシャトル以後初めて完成した有人宇宙船設計の、システム要求審査を完了したと発表した。
この審査は設計作業の最初の大きな節目で、アレスIがコンステレーション計画に必要な全ての条件を満たすことを確認することが目的である。また、審査の発表のほかに、NASAはタンクの構造変更についても発表を行った。
スペースシャトルのETのように液体水素と液体酸素を「インタータンク」で分離する代わりに、サターンVの第二段 (S-II) や第三段 (S-IVB) で使われた、共通隔壁でタンクを分離する方法が採られることになった。これによってNASAは、第2段を短く軽くすることができる。

## 開発スケジュール
2007年1月4日、NASAはアレスIのシステム要求審査を完了した。この審査は、アレスIロケットの設計作業で最初の大きな節目だった。さらにNASAは、2007年中に計画要求を洗練し、翌年以後は設計作業を開始する。計画設計は2009年末まで続き、並行して2008年から2012年まで、開発と品質確認試験が行われる予定だった。同時に、飛行要領の作成作業が2009年に開始され、最初の打ち上げが行われる2011年に渡って行われる予定だった
。

## 打ち上げ実績
| 機体番号        | 打ち上げ日時（EST）        | 打ち上げ場所         | ペイロード | 結果 | 備考           |
| --------------- | -------------------------- | -------------------- | ---------- | ---- | -------------- |
| 試験機 Ares I-X | 2009年10月28日（11時30分） | ケネディ宇宙センター | 無人       | 成功 | *2段目はダミー |

## 批判

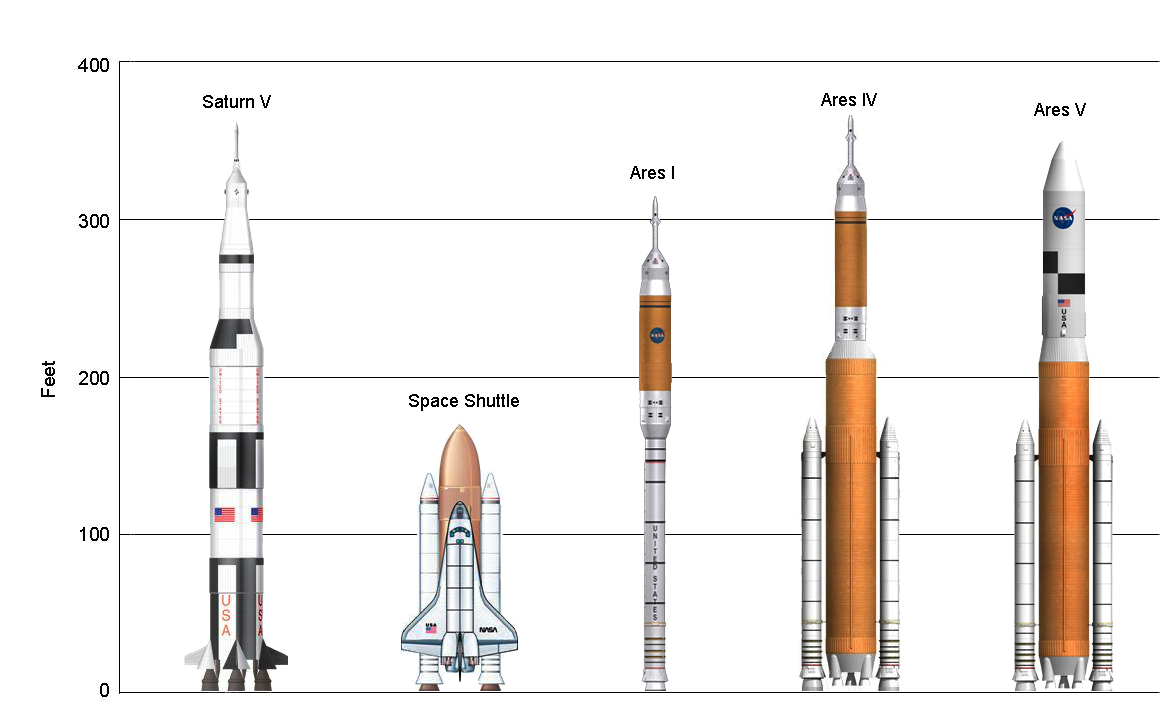
サターンV、スペースシャトル、アレスI、アレスIV、アレスVの比較

提案されたアレスIは複数の理由で批判を受けた。第一に、25トン（55,000ポンド）のペイロードを打ち上げるロケットなら、すでにデルタIVヘビーが存在しており、デルタIVを新型ロケットの開発の基本に使えば、既存の機体を使うことでより安く開発できるうえ、実証済みの実績と頻繁な打ち上げの恩恵により、より低コストで安全性の高い機体になるので、アレスIの開発は無意味だと批判されていた。これに対して、アレスIを選択したNASA検討グループは、アトラスやデルタの派生型設計に比べて、アレスIの安全性は2倍高いと反論した。
2007年半ばには、議会がスペースシャトル派生設計をやめてアトラスやデルタの設計を用いるように政治的圧力を加える報告書が出回り始めた。
第二に、5セグメントのSRBを採用する計画案では開発するのに30億ドルの開発費を必要とするため、シャトル派生ハードウェアを利用するメリットを損なってしまうというものである。批判者は、アレスIでSSMEと4セグメントのSRBをやめてしまうのでは、シャトル派生ロケットではなく全く新しいロケットになってしまうと問題提起した。
第三に、アレスIの形状の空力安定性について、技術的な反対意見が提起された。背が高く細身な「スティック」形状では、風圧中心が前に、重心が後ろになってしまう。するとアレスIは、飛行中に絶えず後ろ向きにくるりと向きを変えて安定してしまうような傾向になってしまう。SRBの推力偏向制御システムは、機体の機械的負荷が増加していくような不安定性に、常にうまく対処しなければならないだろう。NASAは、この問題を解決するために風洞実験を行っている。
第四に、度重なる開発の遅延によりアレスIの打ち上げはスペースシャトルの打ち上げ終了から5年後の2015年を予定していた。この間に空白期間が出来る事が懸念されていた。
第五に、規模、積載量を減らし、乗員輸送機を打ち上げるアレスIに出力制御の困難な固体燃料ロケットを用いる事に不安の声も挙がった。
しかしアレスIの支持者達は、現在のスペースシャトル作業チームを引き続き雇用し、より大型のアレスVの重要な要素（5セグメントSRBやJ-2Xエンジンのような）を開発するためには、アレスIのような機体が不可欠だと主張した。しかし、それでも計画の遅延が予想され、開発予算超過も懸念される状況に変わりはなかった。